# Martin Strömbergsson
Martin Strömbergsson (Gävle, 1 april 1977) is een Zweeds voormalig voetbalscheidsrechter. Hij was in dienst van FIFA en UEFA tussen 2011 en 2019. Ook leidde hij van 2009 tot 2020 wedstrijden in de Allsvenskan. Hij is de broer van scheidsrechter Markus Strömbergsson.
Op 21 juli 2011 debuteerde Strömbergsson in Europees verband tijdens een wedstrijd tussen Dinamo Tbilisi en Llanelli AFC in de voorronde van de UEFA Europa League; het eindigde in 5–0 en de Zweedse leidsman gaf vijf gele kaarten. Zijn eerste interland floot hij op 7 juni 2013, toen Liechtenstein met 1–1 gelijkspeelde tegen Slowakije. Tijdens dit duel gaf Strömbergsson driemaal een gele kaart.

## Interlands
| Datum            | Plaats                   | Wedstrijd                    | Uitslag | Competitie             | Kreeg geel | Kreeg voor de tweede keer geel en dus rood | Weggestuurd |
| ---------------- | ------------------------ | ---------------------------- | ------- | ---------------------- | ---------- | ------------------------------------------ | ----------- |
| 7 juni 2013      | Vaduz, Liechtenstein     | Liechtenstein – Slovenië     | 1 – 1   | WK 2014 kwalificatie   | 2          | 0                                          | 0           |
| 19 november 2013 | Molde, Noorwegen         | Noorwegen – Schotland        | 0 – 1   | Vriendschappelijk      | 3          | 0                                          | 0           |
| 16 november 2014 | Sofia, Bulgarije         | Bulgarije – Malta            | 1 – 1   | EK 2016 kwalificatie   | 5          | 0                                          | 0           |
| 5 juni 2015      | Amsterdam, Nederland     | Nederland – Verenigde Staten | 3 – 4   | Vriendschappelijk      | 1          | 0                                          | 0           |
| 3 september 2015 | Pilsen, Tsjechië         | Tsjechië – Kazachstan        | 2 – 1   | EK 2016 kwalificatie   | 1          | 0                                          | 0           |
| 4 juni 2016      | Gelsenkirchen, Duitsland | Duitsland – Hongarije        | 2 – 0   | Vriendschappelijk      | 3          | 0                                          | 0           |
| 11 oktober 2016  | Trnava, Slowakije        | Slowakije – Schotland        | 3 – 0   | WK 2018 kwalificatie   | 1          | 0                                          | 0           |
| 15 november 2016 | Charkov, Oekraïne        | Oekraïne – Servië            | 2 – 0   | Vriendschappelijk      | 3          | 0                                          | 0           |
| 25 maart 2018    | Marbella, Spanje         | Faeröer – Liechtenstein      | 3 – 0   | Vriendschappelijk      | 2          | 0                                          | 0           |
| 16 oktober 2018  | Jerevan, Armenië         | Armenië – Macedonië          | 4 – 0   | Nations League 2018/19 | 10         | 1                                          | 0           |